# Везивна влакна
Везивна влакна заједно са основном супстанцом граде ванћелијски матрикс везивног ткива. Изгађена су од међусобно повезаних фибриларних (влакнастих) протеина. Доприносе чврстини (супростављају се силама истезања и притиска) и еластичности везивних ткива.
Разликују се према микроскопском изгледу, саставу и функцијама па се сврставају у три типа:
- колагена влакна, изграђена од протеина колагена
- еластична влакна, изграђена су од еластина
- ретикуларна влакна, гради их колаген.